# Love Versus Strategy
Love Versus Strategy (o Love vs. Strategy) è un cortometraggio muto del 1912 diretto da Lloyd B. Carleton.

## Produzione
Il film fu prodotto dalla Lubin Manufacturing Company.

## Distribuzione
Distribuito dalla General Film Company, il film - un cortometraggio in una bobina - uscì nelle sale statunitensi il 31 gennaio 1912. Il 24 marzo dello stesso anno venne distribuito nel Regno Unito dalla Moving Pictures Sales Agency.